# The Stray (Westworld)
«The Stray» es el tercer episodio de la serie de televisión de intriga y ciencia ficción de HBO Westworld. Se emitió el 16 de octubre de 2016.
El episodio recibió reseñas positivas de la crítica.

## Trama
En Sweetwater, William mata a un bandido que había tomado como rehén a Clementine. Envalentonado, decide unirse a una narrativa de caza de recompensas, con Logan siguiéndolo de mala gana.
En otro lugar, Teddy llega a Sweetwater después de ayudar a un huésped con una búsqueda de recompensas, y se encuentra con Dolores. Dolores, teniendo visiones del Hombre de Negro, le pide a Teddy que le enseñe a disparar. Cuando lo intenta, no puede apretar el gatillo, sin darse cuenta de que está limitada por su programación. Dolores le ruega a Teddy que se vaya de la ciudad con ella, pero él se niega. Más tarde, el Dr. Ford actualiza la programación de Teddy para incluir su nueva narrativa, que le da el impulso de buscar y matar a su antiguo sargento de la Unión, Wyatt, que se ha convertido en el líder de un culto que aterroriza el campo. Se une a un grupo de anfitriones y huéspedes para rastrearlo. La pandilla es emboscada por el culto, y los otros anfitriones son asesinados mientras los huéspedes huyen aterrorizados. Teddy intenta disparar contra los cultistas, pero sus balas parecen no tener efecto cuando lo atacan.
En el centro de control, Theresa se enfrenta a Bernard acerca de por qué el Dr. Ford vetó la nueva narrativa de Lee y continúa cambiando unilateralmente las narrativas de otros anfitriones. Theresa también está preocupada de que el equipo de Bernard todavía esté recibiendo anfitriones para los chequeos a pesar de que afirma que los fallos de la actualización Ensueños se habían solucionado. Bernard se encuentra con Elsie, que había estado examinando al anfitrión Walter. Elsie descubrió que Walter había matado a otros anfitriones que, en narraciones anteriores, lo habían matado a él, así como los restos de una conversación con un hombre llamado «Arnold». Bernard lleva esta información a Ford, quien revela que Arnold fue cofundador de Westworld y estaba tratando de buscar la creación de la verdadera conciencia de los anfitriones, una visión no compartida por los otros desarrolladores. Ford afirmó que Arnold había muerto en el parque debido a un accidente. Durante esto, Bernard recuerda la pérdida de su propio hijo Charlie y cómo lidiar con la pérdida con su esposa Lauren (Gina Torres). Él le da una copia de «Alicia en el país de las maravillas», un libro que le leyó a Charlie. Bernard le pregunta a Dolores si, dada la opción, ella cuestionaría su propia existencia o se mantendría a salvo; Dolores responde que quiere ser libre. Bernard despeja a Dolores para regresar al parque, pero no informa su comportamiento inusual.
Elsie y Ashley rastrean a un anfitrión fugitivo, encontrando que había tallado imágenes de constelaciones en las rocas, a pesar de no haber sido programado con ese conocimiento. Encuentran al anfitrión atrapado en un barranco cercano, pero cuando lo liberan, se descontrola, agarra una roca y se golpea la cabeza con ella.
Dolores regresa a casa para encontrar a Rebus y bandidos atacándolos. Ella tiene visiones de un evento similar con el Hombre de Negro, y logra superar su programación para agarrar el arma de Rebus y matarlo. Ella huye de su casa y termina encontrando a William y Logan, donde se derrumba.

## Producción
«The Stray» fue escrito por Daniel T. Thomsen y la cocreadora de la serie Lisa Joy.

### Filmación

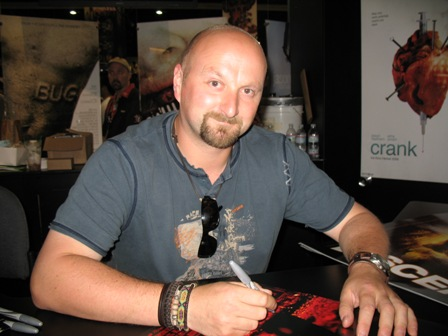
Neil Marshall dirigió el episodio, su primero de la serie.

El episodio fue dirigido por Neil Marshall. En el episodio, el personaje de Anthony Hopkins, el Dr. Robert Ford, fue representado como una versión más joven de sí mismo. Para hacer eso, el supervisor de efectos Jay Worth colaboró con ILP, un estudio de efectos visuales con sede en Estocolmo. Las referencias fueron sacadas de la carrera de actuación temprana de Hopkins, cuando tenía entre 30 y 40 años.
Las escenas en las que Elsie y Ashley rastrean a un anfitrión extraviado que luego se autodestruye se filmaron en Corriganville Park en Simi Valley, California.

### Música
En una entrevista, el compositor Ramin Djawadi habló sobre los anfitriones tocando el piano en el episodio en lugar de los humanos. Dijo: «Tiene una robustez robótica que es muy distintiva. Cuando un humano la toca, la dinámica se modifica. Pero cuando el piano toca una nota, siempre es lo mismo». Djawadi continuó  en por qué el Dr. Ford mantendría un anfitrión en su oficina, diciendo: «¡Tal vez para hacerle compañía! - Y también muestra su control. Este es su mundo. Creó todo. Así que puede tener muchos anfitriones a su alrededor como él quiera. Sin embargo, yo elegiría a un humano. Hay algo sobre el rendimiento humano a lo que un robot nunca podría acercarse». El episodio presentó la pieza clásica «Reverie L.68», del compositor francés Claude Debussy y «Peacherine Rag» del compositor y pianista Scott Joplin, que fue interpretado en el piano por un anfitrión en el episodio.

## Recepción

### Audiencias
«The Stray» fue visto por 2,10 millones de hogares estadounidenses en su emisión, convirtiéndose en el episodio más visto de la serie hasta el momento. El episodio también adquirió una calificación de 0,9 en el grupo demográfico 18–49. En el Reino Unido, el episodio fue visto por 1,21 millones de espectadores en Sky Atlantic.

### Respuesta crítica
«The Stray» recibió reseñas positivas de los críticos. El episodio actualmente tiene una puntuación del 96% en Rotten Tomatoes y tiene una calificación promedio de 8.6 sobre 10, basado en 25 reseñas. El consenso del sitio dice: «The Stray promueve la evolución de personajes al tiempo que proporciona una historia de fondo jugosa y una progresión de la retorcida trama».
Eric Goldman de IGN reseñó el episodio positivamente, diciendo: «El tercer episodio de Westworld destacó las diferencias de actitud de Ford y Bernard sobre los anfitriones. Si bien los sentimientos de amor y pérdida de Bernard por su hijo muerto que transfiere a Dolores no son sutiles, tienen sentido, y Jeffrey Wright es, como era de esperar, perfecto para mostrar cómo se preocupa por ella, incluso cuando sabe que va por un camino que probablemente no debería». Le dio una puntuación de 8.2 de 10. Scott Tobias de The New York Times escribió en su reseña del episodio; «Los pequeños contratiempos en la rutina de Dolores se manejan maravillosamente aquí. A estas alturas, hemos visto el disparo de ella encontrando al ganado errante en el rancho y diciendo: 'Padre no los dejaría vagar tan cerca de la oscuridad' varias veces. Pero aquí, hay una leve pausa entre 'cerca' y 'de', porque Dolores se siente atraída por un sentimiento agudo de déjà vu. Cuando vuelve a golpearla en una confrontación con los atacantes de sus padres, reconoce los bucles lo suficientemente bien». Zack Handlen, de The A.V. Club, escribió en su crítica: «'The Stray' ofrece una configuración potencialmente intrigante, pero no vale mucho si no va a ningún lugar. Solo tendremos que esperar y ver». Le dio al episodio una B+.
Liz Shannon Miller, de IndieWire, escribió en su reseña: «Los últimos 20 minutos de 'The Stray', en general, son probablemente los más violentos y grotescos de la serie hasta la fecha, entre la batalla con los merodeadores de Wyatt, y Dolores matando a Rebus después de un intento de violación. Incluso para los más adictos, todavía hay un valor de shock. También hay, francamente, más resistencia que en las dos semanas anteriores, gracias a algunos volcados de exposición que traen un nuevo nivel de iluminación al programa, pero no se mueve tan enérgicamente como debería». Ella le dio al episodio una B. Erik Kain de Forbes también reseñó el episodio y dijo: «En resumen, un episodio increíble que aumentó el factor de la locura y el misterio a nuevas alturas. HBO está haciendo algo aquí de una manera muy grande. Westworld es brillante, misterioso y cautivador».